# Max Krause (Schauspieler)
Max Krause (* 1993) ist ein deutscher Schauspieler.

## Leben
Max Krause wuchs in Düsseldorf auf und sammelte seine ersten Bühnenerfahrungen am Düsseldorfer Schauspielhaus, wo er in Inszenierungen von Wera Mahne und Nurkan Erpulat mitwirkte. Von 2014 bis 2018 absolvierte er sein Schauspielstudium an der Otto-Falckenberg-Schule in München.   Während seiner Ausbildung spielte er bereits in mehreren Inszenierungen der Münchner Kammerspiele und trat am Münchner Residenztheater auf.
Bei seinen Theaterarbeiten arbeitete er u. a. unter der Regie Ulrich Rasche, Alexander Giesche, Wiebke Puls und Stefan Pucher. Krause gehörte zur 8-köpfigen Besetzung des Ensemble-Tanztheaters Juliet & Romeo (nach Motiven von Shakespeare) des international erfolgreichen Choreographen Trajal Harrell (* 1978). In der Spielzeit 2018/19 wirkte er in der Uraufführung von Trajal Harrells Tanzstück Morning in Byzantium mit.
2019 spielte er auf Kampnagel in einer Abschlussinszenierung der Theaterakademie Hamburg (Regie: Marie Stolze) das Käthchen in Kleists Das Käthchen von Heilbronn in einer Travestierolle. 2019 gastierte er am Schauspielhaus Zürich und am Schauspielhaus Bochum. 2022 hatte er Gastengagements an der Volksbühne Berlin und am Schauspielhaus Zürich. In der Spielzeit 2023/24 übernahm er den Mortimer in Christopher Marlowes Edward II. in einer Inszenierung am Deutschen Theater Berlin.
Neben dem Theater ist Krause auch in Film- und Fernsehproduktionen tätig. Seine erste Hauptrolle in einem Kinofilm hatte Krause in dem Coming-of-Age-Drama Golden Twenties (2019), dem Filmdebüt der Regisseurin Sophie Kluge.
Mehrfach war Krause in Krimi-Produktionen zu sehen, u. a. im Tatort: Unklare Lage (2020) der Münchner Kommissare Batic und Leitmayr, im Berliner Tatort: Das perfekte Verbrechen (2020) des Ermittlerteams Rubin und Karow und im TV-Film Man lebt nur zweimal (2021) aus der ZDF-Krimireihe Ein starkes Team.
In einem im Februar 2021 im SZ-Magazin veröffentlichten Interview outete sich Krause gemeinsam mit 184 weiteren lesbischen, schwulen, bisexuellen, queeren, nicht-binären und trans* Schauspielern in der Initiative #actout, um in der Gesellschaft mehr Akzeptanz zu gewinnen und um in seiner Branche mehr Anerkennung in Film, Fernsehen und auf der Bühne zu fordern.
Max Krause lebt in Berlin.

## Filmografie (Auswahl)
- 2019: Golden Twenties (Kinofilm)
- 2019: Das Quartett: Der lange Schatten des Todes (Fernsehfilm)
- 2020: Tatort: Unklare Lage (Fernsehreihe)
- 2020: Tatort: Das perfekte Verbrechen (Fernsehreihe)
- 2021: Ein starkes Team: Man lebt nur zweimal (Fernsehreihe)
- 2022: Der Staatsanwalt: Die letzte Absage (Fernsehserie, eine Folge)
- 2022: Jenseits der Spree: Toxisch (Fernsehserie, eine Folge)
- 2023: Polizeiruf 110: Daniel A. (Fernsehreihe)
- 2023: Stella. Ein Leben. (Kinofilm)
- 2023: Spreewaldkrimi: Bis der Tod euch scheidet (Fernsehreihe)
- 2025: Dünentod – Tödliche Geheimnisse (Fernsehreihe)